# Tevlin Women's Challenger 2013
Il Tevlin Women's Challenger 2013 è stato un torneo di tennis facente parte della categoria ITF Women's Circuit nell'ambito dell'ITF Women's Circuit 2013. Il torneo si è giocato a Toronto in Canada dal 28 ottobre al 3 novembre 2013 su campi in cemento indoor e aveva un montepremi di $50,000.

## Partecipanti

### Teste di serie
| Nazionalità | Giocatrice        | Ranking* | Testa di serie |
| ----------- | ----------------- | -------- | -------------- |
| Ungheria    | Tímea Babos       | 98       | 1              |
| Lussemburgo | Mandy Minella     | 111      | 2              |
| Stati Uniti | Melanie Oudin     | 121      | 3              |
| Rep. Ceca   | Andrea Hlaváčková | 142      | 4              |
| Francia     | Alizé Lim         | 160      | 5              |
| Tunisia     | Ons Jabeur        | 166      | 6              |
| Stati Uniti | Victoria Duval    | 197      | 7              |
| Stati Uniti | Jessica Pegula    | 201      | 8              |

- Ranking al 21 ottobre 2013.

### Altre partecipanti
Giocatrici che hanno ricevuto una wild card:
- Françoise Abanda
- Élisabeth Fournier
- Marie-Alexandre Leduc
- Gloria Liang

Giocatrici che sono passate dalle qualificazioni:
- Macall Harkins
- Petra Januskova
- Tori Kinard
- Jillian O'Neill
- Lena Litvak (lucky loser)
- Sonja Molnar (lucky loser)

## Vincitrici

### Singolare
Victoria Duval ha battuto in finale  Tímea Babos che si è ritirata sul punteggio di 7–5

### Doppio
Françoise Abanda /  Victoria Duval hanno battuto in finale  Melanie Oudin /  Jessica Pegula con il punteggio di 7–6(5), 2–6, [11–9]